# This Diamond Ring
This Diamond Ring är en poplåt skriven av Al Kooper, Bob Brass och Irwin Levine. Låten blev genombrottet för popgruppen Gary Lewis and the Playboys, som fick sin första Billboardetta med låten. Det råder ovisshet om vilka som egentligen spelar på inspelningen. Ett vanligt förfarande i USA på 1960-talet var att låta professionela studiomusiker göra inspelningar som sedan gavs ut i andra artisters namn. Gary Lewis menar att gruppen visst spelar på skivan, men att studiomusiker användes för vissa partier. Han har angett att Hal Blaine medverkade vid inspelningen.

## Listplaceringar
| Lista (1965) | Position              |
| ------------ | --------------------- |
| Finland      | 34                    |
| Kanada       | 3 (RPM)               |
| Sverige      | 17 (Kvällstoppen)     |
| Sverige      | 6 (Tio i topp)        |
| USA          | 1 (Billboard Hot 100) |